# 한국인삼생산자협의회
한국인삼생산자협의회는 농산물의 소비부진, 수급불안정, 가격하락 등과 같은 문제에 생산자(단체)가 대응할 수 있는 능력을 높이기 위하여 2007년 5월 7일 설립된 사단법인이다. 사무실은 서울특별시 중구 충정로1가 75, 농협중앙회 인삼부 내에 있다.

## 주요 사업
- 소비촉진홍보(방송신문 광고, 전단제작 배포, 시식회 등 이벤트 행사)
- 판로확대 및 수출촉진을 위한 국내외 시장개척
- 품질향상 수급조절을 위한 구성원 교육
- 유통정보 제공 및 구성원간 유통정보화, 관측조사, 기술 및 공동상표의 개발연구
- 자조금 운용상 소요되는 경상적 경비